# Music Is the Weapon
Music Is the Weapon è il quarto album in studio del gruppo musicale statunitense Major Lazer, pubblicato nel 2020.

## Pubblicazione
Dopo la pubblicazione della prima edizione dell'album, il 26 marzo 2021 è uscita una versione rivisitata e ricondizionata denominata Music Is the Weapon (Reloaded) in cui presenta una serie di nuove collaborazioni.

## Tracce

### Edizione standard
1. Hell and High Water (feat. Alessia Cara) – 2:25
2. Sun Comes Up (feat. Busy Signal & Joeboy) – 2:39
3. Bam Bam (feat. French Montana & Beam) – 2:33
4. Tiny (feat. Beam & Shenseea) – 3:22
5. Oh My Gawd (feat. Nicki Minaj & K4mo) (con Mr Eazi) – 3:00
6. Trigger (con Khalid) – 2:51
7. Lay Your Head on Me (feat. Marcus Mumford) – 3:19
8. Can't Take It from Me (feat. Skip Marley) – 2:55
9. Rave de Favela (feat. Beam) (con MC Lan & Anitta) – 2:34
10. QueLoQue (feat. Paloma Mami) – 2:45
11. Jadi Buti (feat. Rashmeet Kaur) (con Nucleya) – 2:43
12. Que calor (feat. J Balvin & El Alfa) – 2:49

### Music Is the Weapon (Reloaded)
1. Titans (feat. Sia & Labrinth) – 3:19
2. Diplomático (feat. Guaynaa) – 2:24
3. Que calor (feat. J Balvin & El Alfa) – 2:49
4. C'est cuit (feat. Aya Nakamura & Swae Lee) – 2:36
5. Hell and High Water (feat. Alessia Cara) – 2:25
6. Pra te Machucar (feat. ÀTTØØXXÁ & Suku Ward) (con Ludmilla) – 2:35
7. QueLoQue (feat. Paloma Mami) – 2:45
8. Sun Comes Up (feat. Busy Signal & Joeboy) – 2:39
9. Bam Bam (feat. French Montana & Beam) – 2:33
10. Tiny (feat. Beam & Shenseea) – 3:22
11. Oh My Gawd (feat. Nicki Minaj & K4mo) (con Mr Eazi) – 3:00
12. Hands Up (feat. Morena Leraba & Moonchild Sanelly) – 3:14
13. Trigger (con Khalid) – 2:51
14. Lay Your Head on Me (feat. Marcus Mumford) – 3:19
15. Can't Take It from Me (feat. Skip Marley) – 2:55
16. Rave de Favela (feat. Beam) (con MC Lan & Anitta) – 2:34
17. Jadi Buti (feat. Rashmeet Kaur) (con Nucleya) – 2:43

## Formazione
- Diplo
- Walshy Fire
- Ape Drums